# Pacoh
I pacoh, chiamati anche van kieu del fiume Bo sono un gruppo etnico originario del Vietnam stanziato nelle montagne della catena Annamita, sia in Vietnam che in Laos. A tutto il 2002, erano in 16.000 nella provincia di Quang Tri in Vietnam, dove sono considerati una parte dell'etnia Tà Ôi, anche se la lingua di questi ultimi non è intelligibile con quella pacoh.
Secondo il censimento del 1995, erano in 13.200 nel Laos meridionale, distribuiti nel distretto di Samuai in provincia di Salavan, ed in quello di Nong in provincia di Savannakhet. I pacoh laotiani si suddividono nei sottogruppi dei kado e dei kanai.

## Cultura
I villaggi dei pacoh vengono costruiti nelle zone montane ad oltre 900 m s.l.m. e sono governati dal consiglio degli anziani. Sono composti da poche abitazioni chiamate vel e da una costruzione pubblica frequentata soprattutto da uomini. Le abitazioni sono costruite su palafitte; quelle dei kado, dove il nucleo familiare è in genere allargato ad altri membri della parentela, sono lunghe e spaziose, mentre quelle dei kanai sono a pianta quadrata ed ospitano solo il nucleo familiare.
La società è di tipo patriarcale e le decisioni in famiglia vengono prese dai mariti. Le madri partoriscono lontane da casa, e ritornano tre giorni dopo il parto. Viene dato il nome ai bambini solo diversi mesi dopo che sono nati. I pacoh non hanno esperienza nel settore tessile, i tradizionali costumi venivano comprati da tribù di altre etnie. Da diversi anni si vestono con abiti normali che comprano al mercato. Solo in particolari ricorrenze, le donne tornano ad indossare i costumi tribali. Il popolo si tramanda la storia nella tradizione orale, hanno inoltre propri canti chiamati oat, proverbi e racconti.

### Lingua ed etimologia
Parlano la lingua pacoh (codice ISO 639-3: pac), che fa parte del ramo katuico della famiglia linguistica mon khmer, collegata a quella dei phuong vietnamiti. Non hanno un proprio alfabeto e viene scritta in Laos con l'alfabeto laotiano ed in Vietnam con l'alfabeto latino. In lingua pacoh, la radice pa significa l'altro lato e coh significa montagna. In Laos parlano anche un dialetto chiamato pahi. Il 70% della popolazione parla solo la propria lingua, gli altri parlano le lingue nazionali dei paesi dove vivono. I membri di questa etnia hanno un tasso di scolarità molto basso.

### Religione e credenze
Come la maggior parte delle minoranze etniche mon khmer, i pacoh praticano l'Animismo. Gli spiriti più venerati sono quelli dei familiari deceduti, quelli che proteggono il villaggio e quelli della foresta. Nei dintorni di ogni villaggio si trova una 'casa degli spiriti'. Solo un centinaio di pacoh vietnamiti si sono convertiti al Cristianesimo.
La festa che celebra gli spiriti dei familiari si chiama Lapeup e si tiene in febbraio o in marzo. Viene anche celebrata una cerimonia propiziatoria per gli spiriti del raccolto. Altri riti vengono celebrati per ottenere la protezione degli spiriti conto le malattie e le sventure. Per festeggiare l'anno nuovo, viene organizzato il festival Chanh Nga in novembre o in dicembre. Quando qualcuno muore si organizza una cerimonia che dura alcuni giorni. Il morto viene rinchiuso in una bara e fino a quando resta nel villaggio nessuno lavora i campi, perché credono che nel caso lavorassero il raccolto sarebbe rovinato.

## Economia
Sono dediti principalmente ad un'agricoltura di sussistenza e fanno un largo uso del debbio. Le principali colture sono il riso, il mais e la patata dolce. Coltivano anche altre verdure, spezie e, più raramente, dei frutti. Si alimentano anche con la selvaggina che cacciano e con i vegetali che trovano nella foresta. Per guadagnare qualche soldo, occasionalmente lavorano anche nella costruzione di abitazioni nei villaggi vicini.